# Click and mortar
Click and mortar, ook wel clicks and bricks genoemd, is een term die vaak gebruikt wordt in de wereld van de e-commerce. Beide termen zijn een variant op de term brick and mortar (Engels voor bakstenen en cement).
Click and mortar-organisaties opereren zowel in de fysieke, als in de digitale wereld. Dit kan betekenen dat ze zowel een fysieke winkel in een winkelstraat hebben, als ook een online-winkel op het internet.  Click and mortar (CAM)-organisaties bevinden zich tussen de zogenaamde brick and mortar  ("bakstenen")-organisaties en "virtuele" organisaties. Brick and mortar-organisaties opereren volledig in de fysieke wereld. Het andere uiterste van dit spectrum vormt de organisatie die volledig digitaal werkt, waarbij betaling en aflevering van de producten ook digitaal plaatsvindt.
CAM-organisaties zoeken juist de synergie tussen de fysieke infrastructuur en de digitale kanalen. Op deze manier kunnen ondernemingen toegevoegde waarde creëren voor de consument. Een voordeel van een digitaal kanaal voor klanten is bijvoorbeeld de mogelijkheid om productinformatie op te zoeken, of reserveringen te doen. Een van de voordelen voor de onderneming is dat deze door middel van een digitaal kanaal een veel groter geografisch gebied kan bereiken dan wanneer alleen een traditionele winkel ingezet zou worden.